# Viktor Amadeus 1. af Savoyen-Carignano
Viktor Amadeus 1. af Savoyen-Carignano (født 1. marts 1690, død 4. april 1741) var titulær fyrste af Carignano i 1709–1741.
 

## Forfædre
Viktor Amadeus 1. var oldesøn af hertug Karl Emanuel 1. af Savoyen, og han var tipoldesøn af hertug Emanuele Filiberto af Savoyen, kong Filip 2. af Spanien, Elisabeth af Valois og Ludvig 1. af Bourbon-Condé. 

## Ægteskab
Viktor Amadeus 1. var gift med Maria Vittoria af Savoyen-Carignano (1690 – 1766). Hun var datter af Viktor Amadeus 2. af Sardinien-Piemont, der var Sardiniens første konge.  
De fik fem børn. Deres ældre overlevende søn var:
- Luigi Vittorio af Savoyen-Carignano, han blev forfader til de italienske konger.